# Mirvan Ier d'Ibérie
Mirvan est un roi d'Ibérie semi-légendaire censé avoir régné au IIe siècle av. J.-C. Fils adoptif et gendre de Saurmag, il est d'origine perse mais gouverne le royaume du K'art'li en tant que membre de la dynastie des Pharnavazides. L'époque où il est censé régner voit l'ancien royaume d'Ibérie émerger à travers certains changements géopolitiques liés au déclin des Séleucides au profit des Parthes et à l'importance croissante du royaume arménien voisin.

## Nom
Le nom de Mirvan s'apparente au moyen-iranien mihrbān, "amical, bon", et au vieux-perse *Miθrāpāna, "ayant la protection de Miθra".

## Vie légendaire

### Origines
Les Chroniques géorgiennes, qui racontent l'histoire de l'ancien royaume d'Ibérie, restent vagues sur les origines de Mirvan. Nommé « Nebrotide », comme ses descendants, dans les récits médiévaux, il est d'origine persane, « Nebrot » étant le nom géorgien pour le personnage biblique Nimrod, lui-même identifié comme ancêtre des Persans. Tandis que l'identité de son père est inconnu, sa mère serait la tante maternelle de l'épouse du roi Sauromace Ier, donc une sœur du gouverneur perse d'Azerbaïdjan.
Vakhoucht Bagration et Marie-Félicité Brosset parle de Mirvan comme fondateur de la dynastie des Nebrotides d'Ibérie. Toutefois, Cyrille Toumanoff présume que le monarque n'est qu'un membre cadet de la famille royale arménienne des Orontides (qui disparait pourtant de l'histoire arménienne vers 200 av. J.-C.), ou encore un Mihranide persan (qui n'apparaît dans l'histoire persane qu'au IVe siècle de notre ère). Il est plus probable que Mirvan soit un noble persan, son nom venant du moyen perse Mihrbān.
C'est le roi Saurmag Ier qui fait appeler Mirvan en Ibérie, le monarque n'ayant pas d'héritier mâle et cherchant un successeur. Il lui offre sa fille aînée comme épouse, ainsi que les provinces de Gatchiani et de Samchvildé au sud du royaume, avec le titre d'erist'avi (gouverneur au nom du roi). Il est par la suite officiellement adopté par Sauromace et nommé comme héritier au trône, faisant de son règne une continuation de la dynastie des Pharnavazides.

### Règne

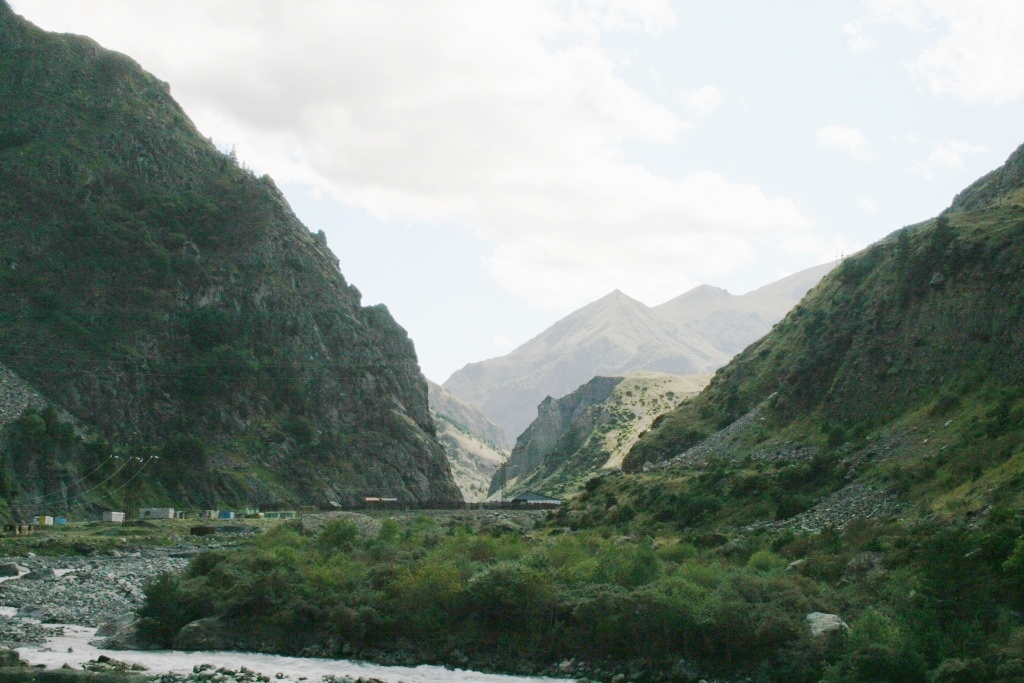
La passe du Darial fut fortifiée au IIe siècle avant notre ère

En -162 (ou -159 selon Cyrille Toumanoff), Sauromace Ier meurt après un long règne de 75 ans et Mirvan lui succède, devenant le troisième roi d'Ibérie, sa capitale étant Mtskheta. Il gouverne son royaume avec une situation internationale tendue : au sud, l'Arménie artaxiade apparaît comme un royaume ambitieux qui lorgne sur les territoires septentrionaux de l'Ibérie, tandis que les Séleucides hellènes et les Arsacides parthes entrent en conflit pour diriger le Proche-Orient.
Le plus large conflit survient toutefois au nord de l'Ibérie, où de nombreuses tribus montagnardes entretiennent une relation instable avec Mtskheta. À une date inconnue, la tribu des Dourdzouks, alliée historique de l'Ibérie, envahissent la Kakhétie et la province de Bazalétie au nord du royaume. Accompagnés de plusieurs autres peuples de Ciscaucasie, ainsi que de la peuplade montagnarde des Tchartaletiens à qui Sauromace avait offert des terres en Ibérie, les Dourdzouks ravagent le pays et prennent en otage de nombreux Ibériens. Le roi Mirian convoque alors les gouverneurs des huit provinces royales, ainsi qu'un contingent de Dourdzouks pro-k'art'véliens de Svanétie, pour repousser les envahisseurs.
Mirian et ses troupes parviennent d'abord à libérer les territoires ibères occupés par les Ciscaucasiens, avant de poursuivre les Dourdzouks. La bataille décisive se déroule dans la vallée de Dariali où les troupes géorgiennes à gpied, conduites par le roi Mirvan lui-même, remportent une victoire sanglante sur les envahisseurs. Continuant sa campagne, Mirian poursuit les Ciscaucasiens et ravage les territoires des Dourdzouks et des Tchartaletiens.
À la suite de cette invasion, Mirvan fait construire une série de citadelles dans la vallée du Darial, ensemble connu sous le nom de Passe du Darial. Celle-ci sera utilisée jusqu'au XIXe siècle comme le premier lieu de défense contre les envahisseurs caucasiens du K'art'li.
Contrairement à ses prédécesseurs, le roi Mirian devient vassal des Parthes, mais tente tout de même de garder des liens avec Antioche, notamment en offrant sa fille en mariage au prince arménien Artaxias, fils du roi pro-séleucide Artavazde Ier. Ces alliances ne l'aident toutefois pas à contrer l'émergence du Pont, où le roi Mithridate VI Eupator accède au trône en -120 et commence une annexion progressive de la Colchide.
Les origines iraniennes de Mirvan expliquent le fait qu'il soit dépeint comme un mazdéen. Il parvient à envoyer de nombreux représentants religieux à travers le pays mais doit faire face à une large opposition, qui conduit à une série de révoltes sanglantes. En -112 (ou -109 selon Cyrille Toumanoff), Mirian Ier meurt et laisse son trône à son fils, Parnadjom.

## Famille
D'une épouse inconnue, Mirian er a au moins deux enfants :
- Parnadjom (mort en -93), roi d'Ibérie ;
- une fille, épouse du roi Artaxias Ier d'Ibérie.